# Coelotes tojoi
Coelotes tojoi là một loài nhện trong họ Amaurobiidae.
Loài này thuộc chi Coelotes. Coelotes tojoi được miêu tả năm 2009 bởi Nishikawa.